# پنیر روی تست
پنیر روی تست یک اسنک می‌باشد که از نان تست و پنیر که بر روی گریل آب شده است درست می‌شود.

## طرز تهیه

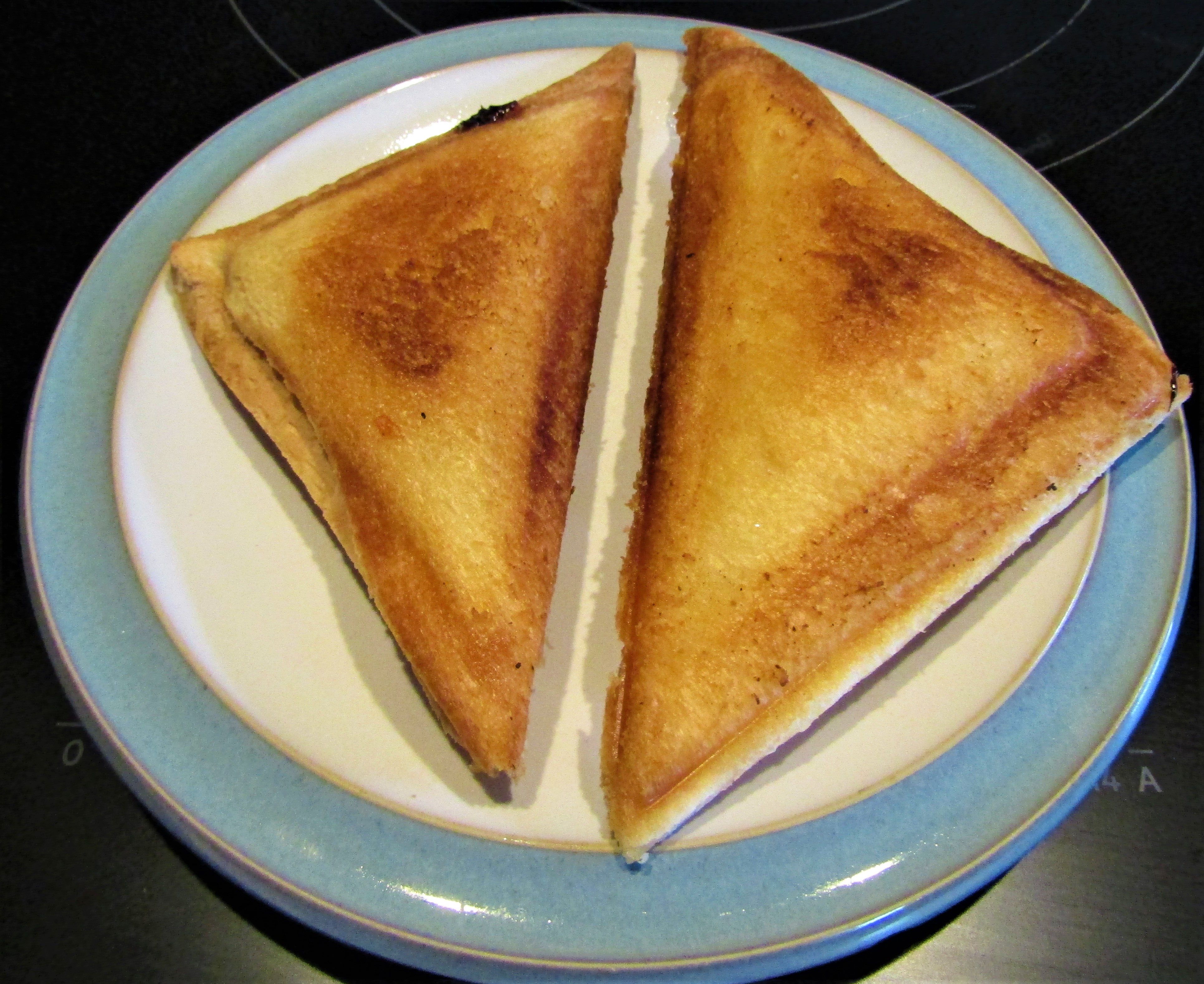
پنیر و پیاز برش‌خورده و نان تست مهر‌و‌موم شده در آشپزخانه‌ای در دهکده تریمینگهام، نورفولک، انگلستان

پنیر روی تست از ورقه‌های نان تست، که ممکن است بر رویش کره مالیده شده باشد یا نه، پنیر بر روی یک سمتش درست می‌شود. مخلفات اضافی دیگری که بر روی نان ریخته می‌شوند، اختیاری بوده و شامل پیاز خرد شده (خام یا گریل شده به همراه پنیر)، سس قهوه‌ای یا کچاپ می‌شود. همچنین خیارشور، ترشی، گوجه فرنگی سرخ شده، تخم‌مرغ سرخ شده، سس ورستشر و لوبیا پخته نیز معمول هستند.